# Лу Хуали
Лу Хуали (кит. упр. 路华利; род. 14 марта 1972, Шэньму, Шэньси) — китайская гребчиха, выступавшая за сборную Китая по академической гребле в начале 1990-х годов. Бронзовая призёрка летних Олимпийских игр в Барселоне, участница многих регат национального и международного значения.

## Биография
Лу Хуали родилась 14 марта 1972 года.
Дебютировала на взрослом международном уровне в сезоне 1991 года, когда вошла в основной состав китайской национальной сборной и выступила на чемпионате мира в Вене, где заняла четвёртое место в парных двойках и седьмое место в парных четвёрках.
Благодаря череде удачных выступлений удостоилась права защищать честь страны на летних Олимпийских играх 1992 года в Барселоне. Вместе с напарницей Гу Сяоли в решающем финальном заезде парных двоек пришла к финишу третьей позади экипажей из Германии и Румынии — тем самым завоевала бронзовую олимпийскую медаль. Также стартовала здесь в парных четвёрках, но на сей раз попасть в число призёров не смогла, показав итоговый седьмой результат.
После барселонской Олимпиады Лу больше не показывала сколько-нибудь значимых результатов в академической гребле на международной арене.